# Анастасівка (Роменський район)

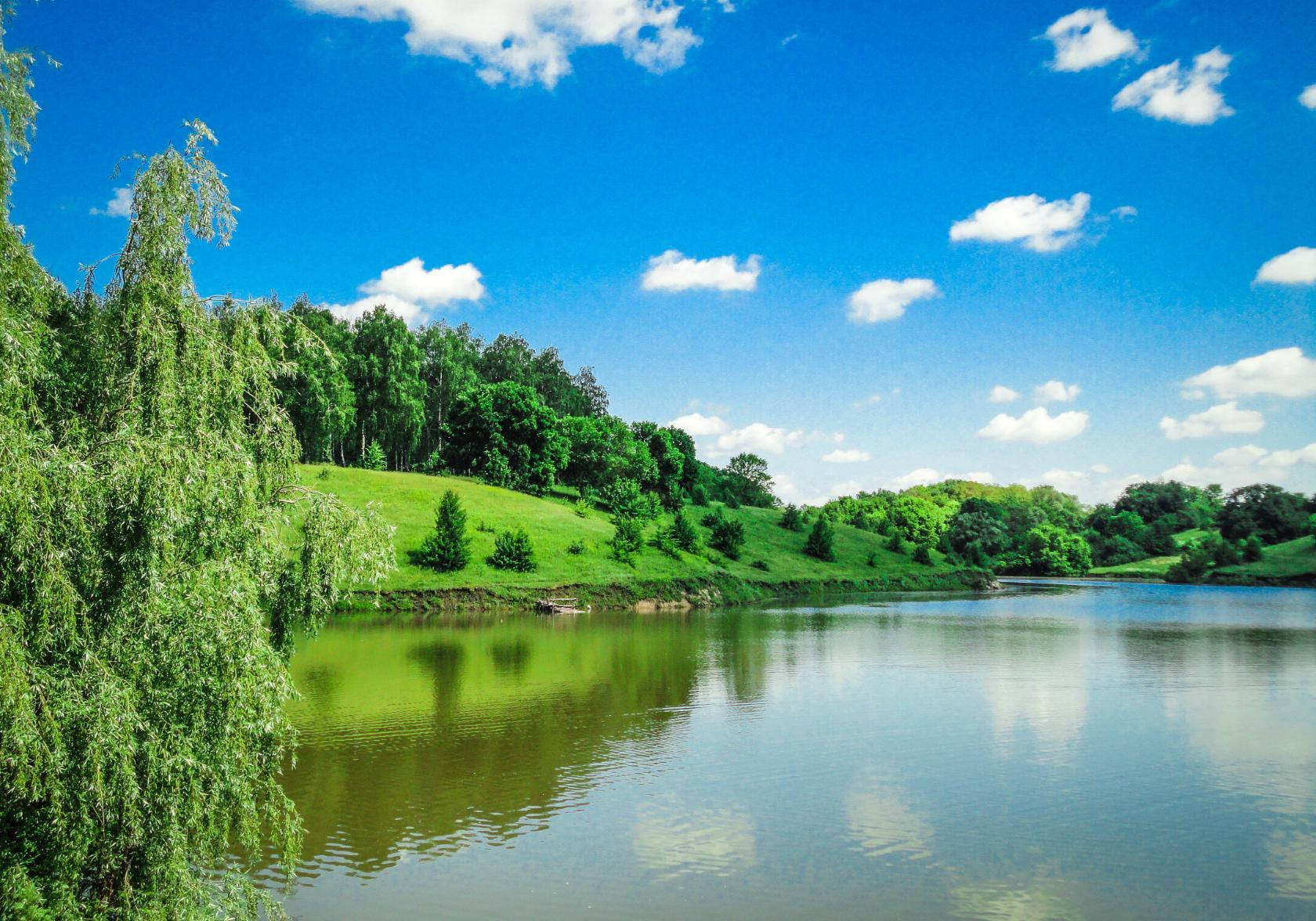
Місцевий ставок

Анастасі́вка — село в Україні, у Сумській області, Роменському районі. Населення — 555 осіб (2024). Входить до складу Андріяшівської сільської громади.
До 2020 центр Анастасівської сільської ради, якій були підпорядковані: Закубанка, Новопетрівка, Попівщина, Саханське, Світівщина, Якимовичі.

## Походження назви
Від імені першого власника займанщини — Анастасія. 

## Географія
Село Анастасівка знаходиться на одному з витоків річки Артополот. На відстані 1 км село Новопетрівка.

## Історія
Засновано на території Лубенського полку Гетьманщини. Вільне козацьке село.
1917 — у складі УНР. 1920 остаточно окуповано комуністичними загонами леніністів. Село постраждало внаслідок геноциду українського народу, проведеного урядом СРСР 1932—1933 та 1946—1947 років.

## Політика

### Парламентські вибори, 2019
На позачергових парламентських виборах 2019 року у селі функціонувала окрема виборча дільниця № 590471, розташована у приміщенні школи.
Результати
- зареєстрований 481 виборець, явка 63,83%, найбільше голосів віддано за «Слугу народу» — 54,90%, за Всеукраїнське об'єднання «Батьківщина» — 22,22%, за Радикальну партію Олега Ляшка — 8,50%[2]. В одномандатному окрузі найбільше голосів отримав Максим Гузенко (Слуга народу) — 38,08%, за Віктора Ладуху (Всеукраїнське об'єднання «Батьківщина») — 25,17%, за Анатолія Кобзаренка (самовисування) — 11,59%[3].

## Економіка
- Свино-товарна ферма.
- Пожежна частина № 29-А (охорона нафтопромислів).

## Соціальна інфраструктура
Середня школа, дитячий садок, клуб, дім культури, ФАП, лікарня, спортивний майданчик, стадіон.

## Пам'ятки
- Група братських могил[d] (2) радянських воїнів, могила К. І. Зеленко — Героя Радянського Союзу, та пам'ятник воїнам-землякам;
- Пам'ятник[d] на могилі Героя Радянського Союзу К. І. Зеленко;
- Могила І. М. Білошніченка[d] — радянського воїна;

## Відомі люди
Уродженцями села є:
- Кузьма Білошниченко (1895—1946) — радянський військовик, генерал-майор.
- Олександр Скоромець (* 1937) — радянський і російський невролог